# 6484 Barthibbs
6484 Barthibbs este un asteroid din centura principală de asteroizi.

## Descriere
6484 Barthibbs este un asteroid din centura principală de asteroizi. A fost descoperit pe 23 martie 1990 la Observatorul Palomar de Eleanor Francis Helin. Asteroidul prezintă o orbită caracterizată de o semiaxă mare de 2,57 ua, o excentricitate de 0,19 și o înclinație de 13,6° în raport cu ecliptica.